# BodyBalance/BodyFlow
BodyBalance o BodyFlow (para Estados Unidos) es un programa grupal de entrenamiento que combina tres disciplinas: taichí, yoga y pilates, creado y distribuido internacionalmente por Les Mills International. Creado en 1998 por Phillip Mills en Auckland, Nueva Zelanda; actualmente está disponible en más de 9000 clubes deportivos y cuenta con alrededor de 40 000 instructores a nivel mundial.
Las clases de BodyBalance tienen una duración de 60 minutos y contienen ocho canciones o "tracks"; cada uno asignado a una de las tres disciplinas y enfocado en grupos musculares diferentes, además de un track para el calentamiento que proviene del taichí al inicio de la clase y otro al final para relajación y meditación basado en el yoga. Existe también otro formato de la misma clase con una duración de 45 minutos el cual omite dos ejercicios en comparación con el formato original. Al igual que todas las clases grupales creadas por Les Mills, BodyBalance es pre-coreografiado por Les Mills International; para así dar una homogeneidad global al programa.
La clase se realiza sin zapatos con el fin de trabajar mejor el equilibrio y la postura. Un tapete de yoga es recomendado para trabajar ciertos ejercicios mas no obligatorio. Los ejercicios realizados durante la clase están adaptados a todo tipo de público, por consiguiente cada persona trabaja de acuerdo con sus posibilidades, siguiendo las posturas opcionales que el instructor indica. El objetivo de la clase está encaminado hacia el mejoramiento de la flexibilidad, el equilibrio, fortalecer la zona media y reducir el estrés.

## Desarrollo de la clase
Una clase de BodyBalance contiene 10 tracks, 8 de estos enfocados en grupos musculares diferentes y los otros 2 restantes son para la parte preliminar de calentamiento y para la parte final de meditación.
| Grupo muscular               | Disciplina   | Descripción |
| ---------------------------- | ------------ | --- |
| 1. Calentamiento             | Taichí       | Calentamiento suave centrado en movimientos típicos del taichí y de artes marciales.                                                    |
| 2. Saludos al sol            | Yoga         | Calentamiento articular y muscular más intenso a base de estiramientos y posturas de yoga.                                              |
| 3. Trabajo de piernas        | Yoga/Tai chi | Tonifica y estira las piernas con posturas estáticas y ejercicios dinámicos: pose del triángulo, del guerrero, pose intensa.            |
| 4. Equilibrio                | Yoga/Tai chi | Combina posiciones del yoga y la danza para trabajar el equilibrio, el control corporal y la corrección postular.                       |
| 5. Aperturas de caderas      | Yoga         | Movimientos y posturas de yoga para estirar y trabajar las caderas, las ingles y los hombros.                                           |
| 6. Zona media-Abdominales    | Pilates/Yoga | Se trabaja la musculatura abdominal combinando la respiración y los ejercicios propios de este método.                                  |
| 7. Zona media-Espalda        | Pilates/Yoga | Refuerza y trabaja los músculos de la espalda, isquiotibiales y glúteos a través del yoga, pilates y método Feldenkrais.                |
| 8. Torsiones                 | Yoga/Tai chi | Movimientos de gran extensión tomados del yoga y el taichí para potenciar la movilidad de la columna y estimular los órganos internos.  |
| 9. Trabajo de isquiotibiales | Yoga/Tai chi | Posturas de yoga y otras técnicas para estirar la espalda y los músculos posteriores de las piernas, acortados por la actividad diaria. |
| 10. Relajación y meditación  | Yoga         | Espacio para la meditación y concentración en la respiración que mejoran los efectos de los ejercicios previos.                         |

## Formatos del programa
BodyBalance y BodyPump son los dos programas de Les Mills Internationals que poseen más de un formato oficial (60 minutos y 45 minutos). Sin embargo, el último de estos está limitados solo a ciertos clubes deportivos que tienen la verdadera necesidad de un formato más corto; por ejemplo, para adaptarse a horarios rigurosos de los participantes o para aquellos que piensan iniciar el programa, brindándoles la oportunidad de perfeccionar su técnica y aumentar su fuerza y confianza.
| Grupo muscular            | BodyBalance 45 | BodyBalance 60 |
| ------------------------- | -------------- | -------------- |
| Calentamiento             | ●              | ●              |
| Saludos al sol            | ●              | ●              |
| Trabajo de piernas        | ●              | ●              |
| Equilibrio                | ●              | ●              |
| Apertura de caderas       | x              | ●              |
| Zona media-abdominales    | ●              | ●              |
| Zona media-espalda        | ●              | ●              |
| Torsiones                 | x              | ●              |
| Trabajo de isquiotibiales | ●              | ●              |
| Relajación y meditación   | ●              | ●              |

## Accesibilidad a la clase
Las clases de BodyBalance/BodyFlow están dirigidas a todo público. Hombres, mujeres, niños, personas de la tercera edad y mujeres embarazadas pueden asistir. No es necesario tener un conocimiento previo de alguna de las disciplinas para poder participar. Gracias a que las coreografías son las mismas durante un periodo de tres meses, los participantes tienen la oportunidad de ir perfeccionando sus movimientos en la clase.

## Beneficios de la clase
Los beneficios que se pueden obtener con la clase se evidencian tanto interior como exteriormente. Internamente, gracias a los ejercicios de yoga y pilates se corrige la postura corporal y se mejoran los problemas articulares. De igual forma mejora y previene los problemas de espalda gracias al fortalecimiento de los músculos posturales. La clase tiene un énfasis muy importante en el manejo correcto de la respiración, la cual al dominarse de manera adecuada puede ayudar a combatir el estrés y la ansiedad al igual que mejorar la concentración.
Externamente, se mejora el estado físico general tonificando toda la musculatura de forma equilibrada, además de mejorar la flexibilidad, el equilibrio y fortalece la zona media. Gracias a la tonificación de la masa muscular general se produce una activación del metabolismo, lo que se traduce en una mayor quema de calorías en reposo; aproximadamente 390 calorías en una clase de una hora.

## Recomendaciones
A pesar de ser una clase que permite el acceso al público en general, las mujeres en estado de embarazo y los principiantes deben realizar las posturas tal y como se les indiquen con el fin de evitar lesiones. Algunos movimientos pueden parecer muy complejos para algunos participantes inicialmente; por lo cual es recomendable optar por las posturas opcionales que el instructor proporciona; generalmente para principiantes, intermedios y avanzados. Con el pasar de las semanas, los participantes poco a poco podrán ir mejorando su técnica, adquiriendo fuerza e intentar con una postura de mayor exigencia. Las clases se realizan sin zapatos para ayudar a mejorar el equilibrio y la postura. Un tapete de yoga e hidratante son recomendados durante la clase.